# Pholodes
Pholodes is een geslacht van vlinders van de familie spanners (Geometridae), uit de onderfamilie Ennominae.

## Soorten
- P. australasiaria Boisduval, 1832
- P. fuliginea Hampson, 1895
- P. nigrescens Warren, 1893
- P. squamosa Warren, 1896